# Berg, Harbo socken
Berg är en by i Harbo socken, Heby kommun, belägen ca 2 kilometer sydöst om Harbo kyrka.
Byn har troligen inga forntida anor, men i byns åker har påträffats en enkel skafthålsyxa från yngre stenålder, som troligen kommer från en bortodlad boplats.
Berg omtalas annars första gången i markgäldsförteckningen 1312, då här fanns två skattskyldiga bönder, Asmundus och Stenkial Martinus. Eftersom det finns tre medeltida byar med namnet Berg bara i Våla härad, är det ofta i äldre handlingar svårt att veta vilken by som åsyftas, men 1369 och 1379 nämns en vidvaruman Asmundus i Berg, Harbo.
1541-1560 fanns en skattegård om 5 öresland jord i Berg. Den brukas då av Bengt Persson. 1562 har gården övertagits av en Oluff Benctsson. I samband med en arvstvist 1618 framgår att denne Oluff Benctsson var dåvarande brukarens far, och att hans farfar som dessförinnan brukat hemmanet löst alla sina släktingar från jorden.
1637 delas jorden i Berg i två halvor med vardera en brukare. Från 1658 och fram till 1670-talet fanns en tredje gård i byn. På 1680-talet tillkommer ett soldattorp. 1821 fanns två bönder, sockenskräddare och soldattorp i byn.
1940 bodde 19 personer, och 1981 12 personer i byn. Enligt Ratsit fanns det i januari 2016 20 personer över 16 år registrerade under ortsnamnet Berg.
Bland torp på ägorna märks Bergshyddan, dokuemnterat första gången på laga skifteskartan 1869, då anges det vara soldattorp. I slutet av 1600-talet kallas soldattorpet Nyberg. Jönshagen, som varit soldattorp för rote 344 ligger alldeles intill byn, men på Eklundas ägor.